# هایت، کنت
longitudeهایت، کنتlatitudeهایت، کنت
هایت، کنت (به انگلیسی: Hythe, Kent) یک شهرک در بریتانیا است که در انگلستان واقع شده‌است.

## خصوصیات
هایت ۱۴٬۱۷۰ نفر جمعیت دارد.